# Funisciurus bayonii
Funisciurus bayonii es una especie de roedor de la familia Sciuridae.

## Distribución geográfica
Se encuentran en Angola y República Democrática del Congo.

## Hábitat
Su hábitat natural son: sabanas. húmedas.